# Україна у світовій історії (журнал)
«Україна у світовій історії» — науково-практичний журнал, який видає Національний науково-дослідний інститут українознавства та всесвітньої історії МОН України.
Журнал є фаховим з історичних наук (періодичність — раз на 3 місяці). Його тематика і спрямованість визначені вже самою назвою: Україна у повноті її світоглядно-історичних репрезентацій та світова історія як простір реалізації української ідеї.
Часопис, з одного боку, продовжує традиції добре знаного в Україні і світі журналу «Українознавство», з другого — збагатився новими рубриками: до 200-ліття Великого Кобзаря, студії з всесвітньої історії, військова історія та ін. Отже, маємо суттєве розширення кола наукових досліджень, до якого включено цілий контекст світової історії.
До складу редколегії журналу ввійшли провідні науковці України і зарубіжжя, які своїм авторським доробком зробили значний внесок у розвиток сучасної науки.
До публікації приймаються наукові статті українською, російською та англійською мовами, які друкуються вперше, проблемно-узагальнюючого характеру, висновки яких мають спиратися на оригінальні практичні дослідження.